# Euphorbia astrachanica
Euphorbia astrachanica — вид рослин із родини молочайних (Euphorbiaceae), що зростає на Північному Кавказі.

## Опис
Це коротко волосиста сірувато-зелена рослина 10–20 см заввишки. Стеблові листки сидячі, лінійні, завдовжки 2–4 см, загострені. Суцвіття нещільне. Квітки жовті. Квітне навесні.

## Поширення
Зростає на Північному Кавказі.